# Michael (Münsterschwarzach)

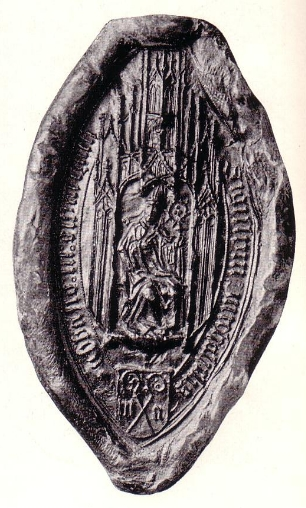
Das Siegel des Abtes Michael

Michael (* im 15. Jahrhundert in Gerolzhofen; † 10. Oktober 1504 in Münsterschwarzach) war von 1494 bis 1503 Abt des Benediktinerklosters in Münsterschwarzach.

## Münsterschwarzach vor Michael
Die Abtei Münsterschwarzach war während des gesamten 15. Jahrhunderts im Inneren tief gespalten. Mehrere Äbte wurden wegen der Uneinigkeit des Konvents von den Herren des Klosters, den Fürstbischöfen von Würzburg, eingesetzt. Im Jahr 1409 erfolgte die Einsetzung Kaspar von Schaumbergs sogar durch ein Dekret des Papstes. Die so ernannten Vorsteher wirtschafteten außerdem zumeist in ihre eigenen Taschen und trugen dadurch zur Verschuldung des Klosters bei.
In dieser Situation versuchten die Würzburger Bischöfe das monastische Leben neu zu festigen, indem sie ab der zweiten Hälfte des 15. Jahrhunderts Mönche aus anderen, bereits reformierten Klöstern nach Münsterschwarzach holten. Unter Michaels Vorgänger Abt Martin schloss sich Münsterschwarzach 1480 den Ideen der Kongregation von Bursfelde an. Gleichzeitig wurden die ersten Anstrengungen zur Schuldentilgung unternommen.

## Leben
Michael wurde im 15. Jahrhundert im unterfränkischen Gerolzhofen geboren. Über sein familiäres Umfeld und seine Eltern ist nichts bekannt. Er ist später lediglich als Münsterschwarzacher Professe überliefert. Innerhalb des Klosters soll er achtzehn Jahre lang die Finanzverwaltung und das Amt des Priors übernommen haben. In dieser Rolle wird er auch zum ersten Mal mit den Visitatoren der Bursfelder Kongregation in Berührung gekommen sein, die das Kloster in den achtziger Jahren des 15. Jahrhunderts besuchten.
Der Tod seines Vorgängers Martin machte im Jahr 1494 eine Abtswahl notwendig, aus der Michael als Sieger hervorging. Über das genaue Datum der Wahl liegen unterschiedliche Daten vor. Während Kassius Hallinger einen Termin zwischen dem 25. Februar und dem 29. März 1494 vermutet, geht Heinrich Wagner vom Fastensonntag desselben Jahres aus. Die erste überlieferte Amtshandlung folgte am 31. August 1494. Michael schwor in Erfurt den Eid auf die Ideen der Bursfelder Kongregation.
Im folgenden Jahr wurde Abt Michael infuliert. Es folgte die Teilnahme an mehreren Generalkapiteln der Bursfelder Kongregation, die mehr und mehr Einfluss über die Abtei zu erlangen suchte. So war Michael 1494, 1497, 1500 und 1502 in Erfurt zugegen. Er versuchte, das Kloster durch Veräußerung von Gütern und Rechten zu entschulden. In den Jahren 1500, 1501 und 1502 wurden von Seiten der Kongregation Visitatoren ernannt, die das Kloster überprüfen sollten.
Im Januar 1503 tauchten die Äbte von Sponheim, Seligenstadt und St. Stephan in Würzburg auf, um die Abtei auf etwaige Unregelmäßigkeiten zu überprüfen. Unter diesem Druck trat der bereits greise Abt zurück, nicht ohne sich ewiges Wohnrecht in der Abtei, zwei Diener und eine jährliche Rente zu sichern. Abt Michael starb am 10. Oktober 1504 und wurde in der Klosterkirche am Jakobsaltar begraben.